# Cottun
Cottun é uma comuna francesa na região administrativa da Normandia, no departamento Calvados. Estende-se por uma área de 3,8 km². Em 2010 a comuna tinha 227 habitantes (densidade: 59,7 hab./km²).